# Helina rufitibia
Helina rufitibia är en tvåvingeart som först beskrevs av Stein 1898.  Helina rufitibia ingår i släktet Helina och familjen husflugor. Inga underarter finns listade i Catalogue of Life.